# Armand Ossey
Armand Ossey (ur. 19 października 1978 w Libreville) – piłkarz gaboński grający na pozycji napastnika.

## Kariera klubowa
Swoją karierę piłkarską Ossey rozpoczął w klubie CS Stade d’Akebe ze stolicy kraju Libreville. W 1996 roku zadebiutował w nim w pierwszej lidze gabońskiej. Jeszcze w tym samym roku wyjechał do Francji i został zawodnikiem trzecioligowego Grenoble Foot 38. W sezonie 1997/1998 grał w ASOA Valence, a w sezonie 1998/1999 – w US Créteil-Lusitanos. W 1999 roku trafił do portugalskiego Moreirense FC i na koniec sezonu 1999/2000 spadł z nim z drugiej do trzeciej ligi. W 2000 roku wrócił do Francji i grał tam kolejno w Pau FC (sezon 2000/2001) i w FC Rouen (sezon 2001/2002). W 2002 roku występował też w Estonii, w FC Kuressaare. W 2003 roku ponownie trafił do Francji i do 2008 roku, czyli do końca swojej kariery, występował w Paris FC.

## Kariera reprezentacyjna
W reprezentacji Gabonu Ossey zadebiutował w 1998 roku. W 2000 roku został powołany do kadry na Puchar Narodów Afryki 2000. Na tym turnieju zagrał w jednym meczu, z Demokratyczną Republiką Konga (0:0). W kadrze narodowej grał do 2000 roku.